# مات بيفين
ماثيو غريسوولد بيفين (9 يناير 1967) هو رجل أعمال وسياسي أمريكي شغل منصب الحاكم الثاني والستين لولاية كنتاكي منذ عام 2015 حتى عام 2019. كان ثالث حاكم جمهوري منتخب لولاية كنتاكي منذ الحرب العالمية الثانية بعد إرنست فلتشر (2007-2003) ولوي نان (1971-1967).
وُلد بيفن في دنفر بكولورادو، وترعرع في شلبورن بنيو هامبشاير، وحصل على درجة البكالوريوس في جامعة واشنطن ولي في عام 1989، وخدم لمدة أربع سنوات في الخدمة الفعلية في الجيش الأمريكي، وحصل على رتبة نقيب. أصبح ثريًا في مجال الاستثمار وانتقل إلى لويفيل بكنتاكي في عام 1999. كان رئيسًا لشركة الإخوة بيفين للتصنيع، وهي واحدة من آخر مسابك الأجراس الأمريكية المتبقية.
أعلن بيفين في عام 2013 أنه سيتحدى عضو مجلس الشيوخ الأمريكي عن ولاية كنتاكي، وزعيم الأقلية في مجلس الشيوخ ميتش ماكونيل، في الانتخابات التمهيدية للحزب الجمهوري لعام 2014. هاجم ماكونيل بيفين مرارًا وتكرارًا بسبب التناقضات في تصريحاته العامة ومواقفه السياسية، وذلك على الرغم من حصول بيفين على دعم مختلف الجماعات المتحالفة مع حركة حزب الشاي، وهزمه بحوالي 25 نقطة مئوية.
خرج بيفين من انتخابات تمهيدية رباعية للحزب الجمهوري بعد أن أعلن أنه سيسعى لمنصب الحاكم في عام 2015، وتغلب على أقرب منافسيه بفارق 83 صوتًا. هزم أيضًا المدعي العام للولاية، المرشح الديمقراطي جاك كونواي، في الانتخابات العامة. تميزت فترة ولاية بيفين الحاكمة بإقرار تشريع «الحق في العمل»، والقوانين التي تحد من الوصول إلى الإجهاض، وقانون يسمح بحمل المسدسات المخفية دون تصاريح. حاول أيضًا عكس توسع برنامج ميديكيد في كنتاكي وتقليل معاشات المعلمين التقاعدية.
خسر بيفين حملته لإعادة انتخابه أمام المدعي العام لكنتاكي آندي بيشير في سباق متقارب. اعترف بيفين بالانتخابات في 14 نوفمبر 2019، وذلك بعد أن طلب إعادة فرز الأصوات، وهو فحص إضافي لإجمالي الأصوات على مستوى المقاطعة. تعرض بيفين لانتقادات واسعة بسبب العفو عن مئات المجرمين في أيامه الأخيرة في المنصب، ومن ضمنهم العديد من الأشخاص المدانين بجرائم عنيفة وخطيرة وقريب أحد المساهمين في حملته. أفيد أن مكتب التحقيقات الفيدرالي استجوب ممثل الولاية كريس هاريس بشأن إعفاءات بيفين في 23 ديسمبر 2019؛ وطلب المدعي العام دانيال كامرون من مكتب التحقيقات الفيدرالي التحقيق في الإعفاءات في 2 يناير 2020.

## حاكم كنتاكي

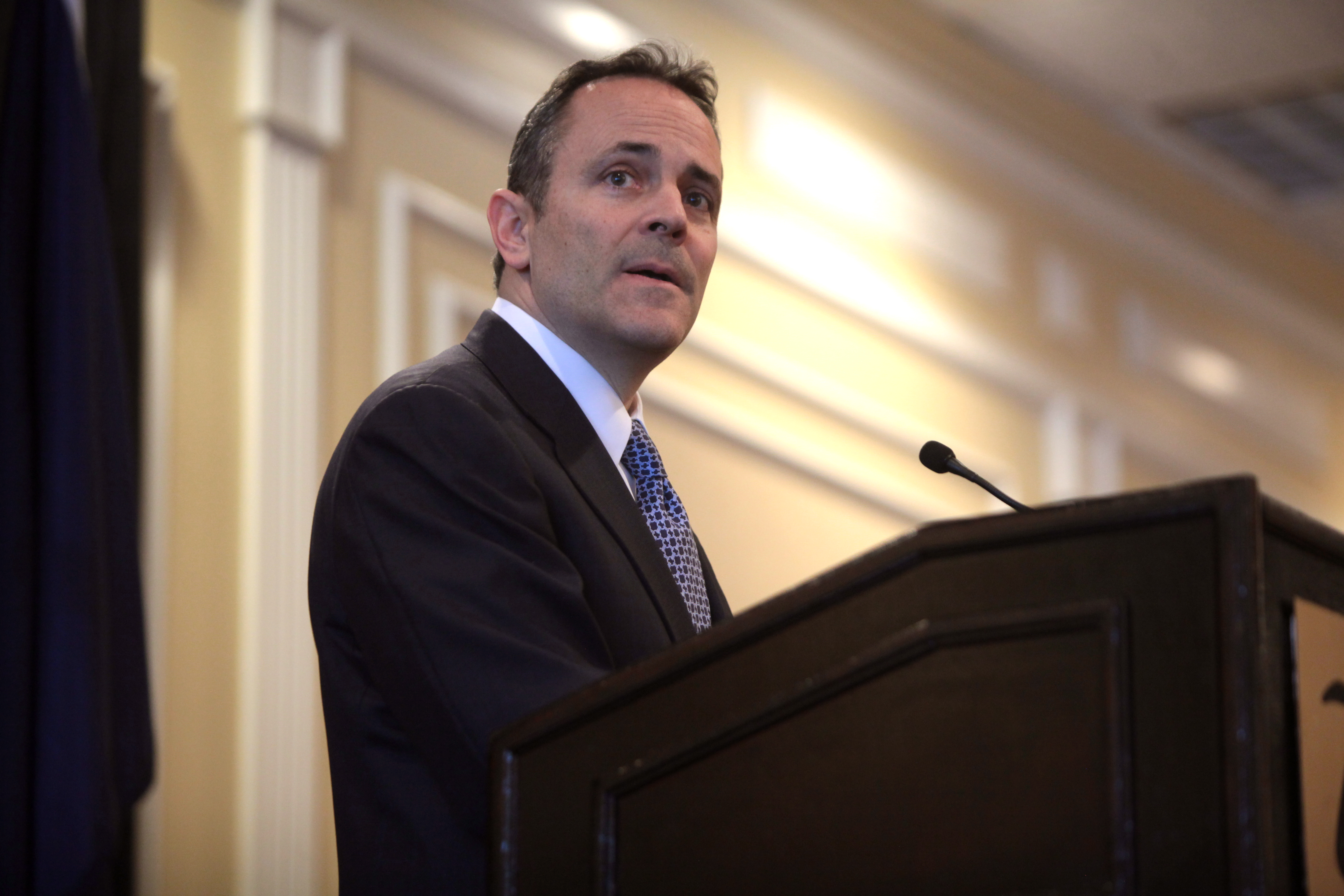
الحاكم مات بيفين يتحدث مع الحضور في عام 2016.

أعلن بيفين، بعد سلسلة من الهجمات الإرهابية في باريس، والتي أعلنت الدولة الإسلامية في العراق والشام (داعش) مسؤوليتها عنها، أنه سينضم بعد تنصيبه إلى 25 حاكمًا أمريكيًا آخر في رفض أي لاجئين سوريين يسعون للانتقال إلى ولاياتهم «حتى نتمكن من تحديد المدى الكامل لأي مخاطر على مواطنينا بشكل أفضل». رد الرسام الكرتوني جول بيت من مجلة ليكسينغتون هيرالد-ليدر على ذلك بنشر رسم كرتوني يصور بيفين وهو مختبئ تحت مقعده، وأرضية مكتبه ممتلئة بالصحف التي تعرض قصصًا عن هجمات باريس، ومساعد يقول له: «سيدي، إنهم ليسوا إرهابيين، إنهم أطفالك بالتبني»، وذلك في إشارة إلى أطفال بيفين الأربعة الذين تبناهم من إثيوبيا. رد بيفين عبر منصة تويتر: «إن لهجة التعصب العنصري التي طرحتها مجلة هيرالد-ليدر ليس لها مكان في كنتاكي ولن تتسامح معها إدارتنا».
أدى بيفين اليمين الدستورية كحاكم كنتاكي لمدة أربع سنوات في 8 ديسمبر 2015. أشاد مراقبون من الحزبين باختيار بيفين للأفراد ذوي الخبرة والمعتدلين نسبيًا لمجلس وزرائه، ومن ضمنهم منافسه السابق، هال هاينر، كوزير للتعليم والقوى العاملة، وممثل كرة القدم السابق في جامعة كنتاكي ديريك رامزي كوزير للعمل. أدى تعيين اثنين من ممثلي الدولة الديمقراطيين، جون تيلي في منصب وزير العدل والسلامة العامة، وتانيا بولين في منصب قاضٍ في الولاية، إلى خفض أغلبية الحزب في مجلس النواب، وإجراء انتخابات خاصة منحت الجمهوريين فرصة للفوز بمقاعدهم على الديمقراطيين. حدد بيفين مواعيد الانتخابات الخاصة لملء مقعدي تيلي وبولين؛ بالإضافة إلى تلك التي كان يشغلها سابقًا مدقق الحسابات المنتخب حديثًا مايك هارمون ومفوض الزراعة المنتخب حديثًا ريان كوارليس في 8 مارس 2016. حوَّل الممثلان الديمقراطيان دنفر بتلر وجيم غوش انتمائهما الحزبي إلى الحزب الجمهوري في ديسمبر؛ مما قلص الأغلبية الديمقراطية إلى 50 مقابل 46 في بداية أول جمعية عامة في فترة حكم بيفين؛ ومنح الجمهوريين فرصة لتقسيم مقاعد المجلس المئة بالتساوي عن طريق ضم الانتخابات الخاصة أيضًا. شغل الجمهوريون مقعد هارمون فقط، مما أعطى الديمقراطيين ميزة 53 مقابل 47 في مجلس النواب لما تبقى من الجلسة.
أزال بيفين أسماء كتبة المقاطعات من تراخيص زواج الولاية في سلسلة من الأوامر التنفيذية في ديسمبر 2015؛ بالإضافة إلى الأوامر الموجهة من بيشير التي أعادت حقوق التصويت للمجرمين غير العنيفين الذين أكملوا عقوباتهم؛ ورفع الحد الأدنى للأجور لبعض عمال الولايات إلى 10.10 دولارات للساعة.
أعلن بيفين في كانون الأول 2015 أن الدولة لن تجدد عقد الإعلان عن مشروع كاينكت (سوق التأمين الصحي). أخبر السلطات الفيدرالية في يناير 2016 بأنه يخطط لتفكيك كاينكت بنهاية عام 2016، واتهم مارك بيردويستل، وزير الصحة السابق في عهد الحاكم فلتشر، بتصميم نظام ليحل محل نظام كاينكت. أشارت إدارة بيشير إلى أن الإغلاق سيكلف الدولة 23 مليون دولار، ولكن بيفين، نقلًا عن دراسة شركة ديلويت، وعد بأنه سيكلف «أرقام فردية صغيرة من الملايين».
أعلن بيفين عامي 2016 و2017 عامي الكتاب المقدس في ولاية كنتاكي.
خفّض بيفين تغطية ميديكيد للأسنان والنظر لما يصل إلى 460 ألف شخص من سكان كنتاكي في يوليو 2018، وذلك بعد أن رفض قاض فيدرالي خطته لإصلاح البرنامج. كان من المفترض أن تؤثر التخفيضات على البالغين الأصحاء فقط، ولكن نظام ميديكيد الحاسوبي التابع للولاية أظهر بعد فترة وجيزة من تنفيذ التخفيضات أن بعض الأطفال والبالغين المعاقين والنساء الحوامل فقدوا التغطية. قال أطباء الأسنان إنهم اضطروا إلى عدم الكشف على الأطفال على الرغم من معاناة بعضهم من تسوس الأسنان.
رفع المدعي العام آندي بيشير دعوى قضائية ضد الحاكم بيفين عدة مرات بسبب ما قال عنه إنه إساءة استخدام الحاكم للسلطات التنفيذية، خلال فترة خدمة بيشير كمدعي عام، وأثناء شروعه بحملة ضد بيفين لمنصب الحاكم. بينما انتصر في عدد من القضايا، خسر بيشير أيضًا في عدد منها. قال بيفين إن بيشير «لا يقاضي أبدًا لصالح سكان كنتاكي، بل إنه يفعل ذلك لصالح حياته السياسية».
كانت فترة حكم بيفين مثيرة للجدل، وكان لديه أحد أدنى معدلات الموافقة بين حكام الولايات المتحدة منذ مايو 2016، إذ بلغ معدل رفضه 51% في أواخر عام 2018. وصفت شركة مورنينغ كونسلت بيفين في يناير 2019 بأنه «الحاكم الأقل شعبية لإعادة انتخابه في عام 2019»، وصنفته في المرتبة السادسة بين أقل المحافظين شعبية في البلاد. أظهر استطلاع للرأي أجري في أبريل 2019 إنه كان أقل الحكام شعبية في الولايات المتحدة، إذ حصل على نسبة رفض وصلت إلى 52% مقابل نسبة تأييد وصلت إلى 33%. صنفت صحيفة ناشيونال جورنال بيفين في يوليو 2019 في المرتبة الثانية في قائمتها لمقاعد الحكام التي يرجح أن تغير الأحزاب؛ وذكرت أن «عدم شعبيته إلى جانب الاقتتال الداخلي بين الأحزاب يجعله ضعيفًا في الولاية ذات اللون الأحمر القاتم». هُزم بيفين من قبل المدعي العام في كنتاكي آندي بيشير في نوفمبر 2019.
أصدر بيفين العديد من قرارات العفو المثيرة للجدل خلال فترة ولايته، وكان من بين المعفيين شقيقته وصديقة زوجته اللتان حاولتا استئجار قاتل محترف لقتل زوجها السابق وزوجته الجديدة. أصدر بيفين، في الشهر الأخير من توليه المنصب، عفوًا أو خفف الأحكام الصادرة بحق 428 شخصًا، ومن بينهم 336 محكوم معظمهم من مرتكبي جرائم المخدرات البيض، ولكن البعض أدينوا بارتكاب جرائم مثل القتل العمد والقتل غير العمد والاغتصاب. كان من بين الذين شملهم العفو رجل أقام أخوه حفلة لجمع التبرعات لإعفاء الدين المتبقي من هزيمة بيفين؛ ورجل أدين باغتصاب فتاة تبلغ من العمر تسع سنوات وقضى عامًا واحدًا فقط من عقوبة مدتها ثلاثة وعشرون عامًا. علق بيفين على قضية الضحية وشقيقتها، وقال إن «غشاء البكارة كان سليمًا»، لذلك «لم يكن هناك دليل» على اغتصاب الطفلة. قوبلت قرارات العفو بغضب من بعض عائلات الضحايا، فدققها بعض مشرعي الولاية. أدان رئيس مجلس الشيوخ في كنتاكي روبرت ستيفرس العفو في 13 ديسمبر 2019، متحدثًا باسم الأغلبية الجمهورية، ودعا مكتب المدعي العام الأمريكي للتحقيق في الانتهاكات المحتملة لقانون هوبس، وطلب من المدعي العام المنتخب دانيال كامرون تعيين مدع خاص للتحقيق في أفعال بيفين.